# کشت پلاستیکی

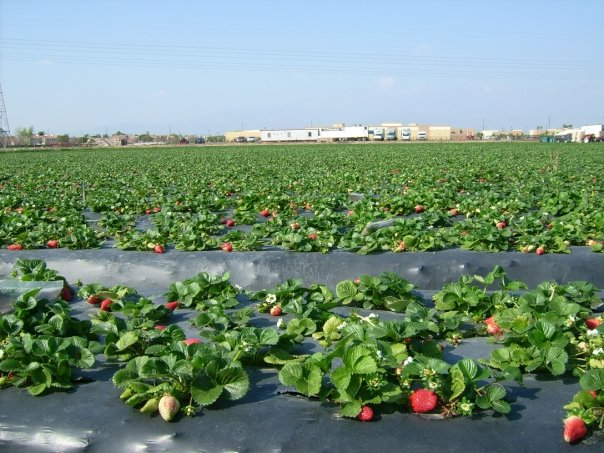
مالچ پلاستیکی که برای پرورش توت فرنگی استفاده می‌شود

کشت پلاستیکی یا کشت با پلاستیک (به انگلیسی: Plasticulture) عمل استفاده از مواد پلاستیکی در کاربردهای کشاورزی است. خود مواد پلاستیکی اغلب و به‌طور گسترده به عنوان «آگ پلاستیک» شناخته می‌شوند. پلاستیکها شامل فیلم بخور خاک، نوار آبیاری قطره‌ای / لوله، طناب بسته‌بندی گیاه پلاستیکی، گلدان و بسته‌بندهای نهالستان است، اما این اصطلاح اغلب برای توصیف انواع پوشش‌های گیاهی/خاک پلاستیکی استفاده می‌شود. چنین پوشش‌هایی از فیلم مالچ پلاستیکی، پوشش‌های ردیفی، تونل‌های بالا و پایین (پلی‌تونل) تا گلخانه‌های پلاستیکی را شامل می‌شود.
انتظار می‌رود پلاستیک مورد استفاده در کشاورزی شامل ۶٫۷ میلیون تن پلاستیک در سال ۲۰۱۹ یا ۲ درصد از تولید جهانی پلاستیک باشد. بازیافت پلاستیک مورد استفاده در کشاورزی به دلیل آلودگی به مواد شیمیایی کشاورزی سخت است. علاوه بر این، تخریب پلاستیک به میکروپلاستیک‌ها به سلامت خاک، میکروارگانیسم‌ها و موجودات مفید مانند کرم‌های خاکی آسیب می‌رساند. علم کنونی روشن نیست که آیا اثرات منفی روی غذا وجود دارد یا زمانی که غذای رشدیافته در پلاستیک توسط انسان خورده شود. به دلیل این تأثیرات، برخی از دولت‌ها، مانند اتحادیه اروپا تحت برنامه اقدام اقتصاد چرخشی، تنظیم مقررات استفاده از آن و زباله‌های پلاستیکی تولیدشده در مزارع را آغاز کرده‌اند.
پلی‌پروپیلن (PP) اغلب برای بند بسته‌بندی گیاهان کشاورزی استفاده می‌شود.

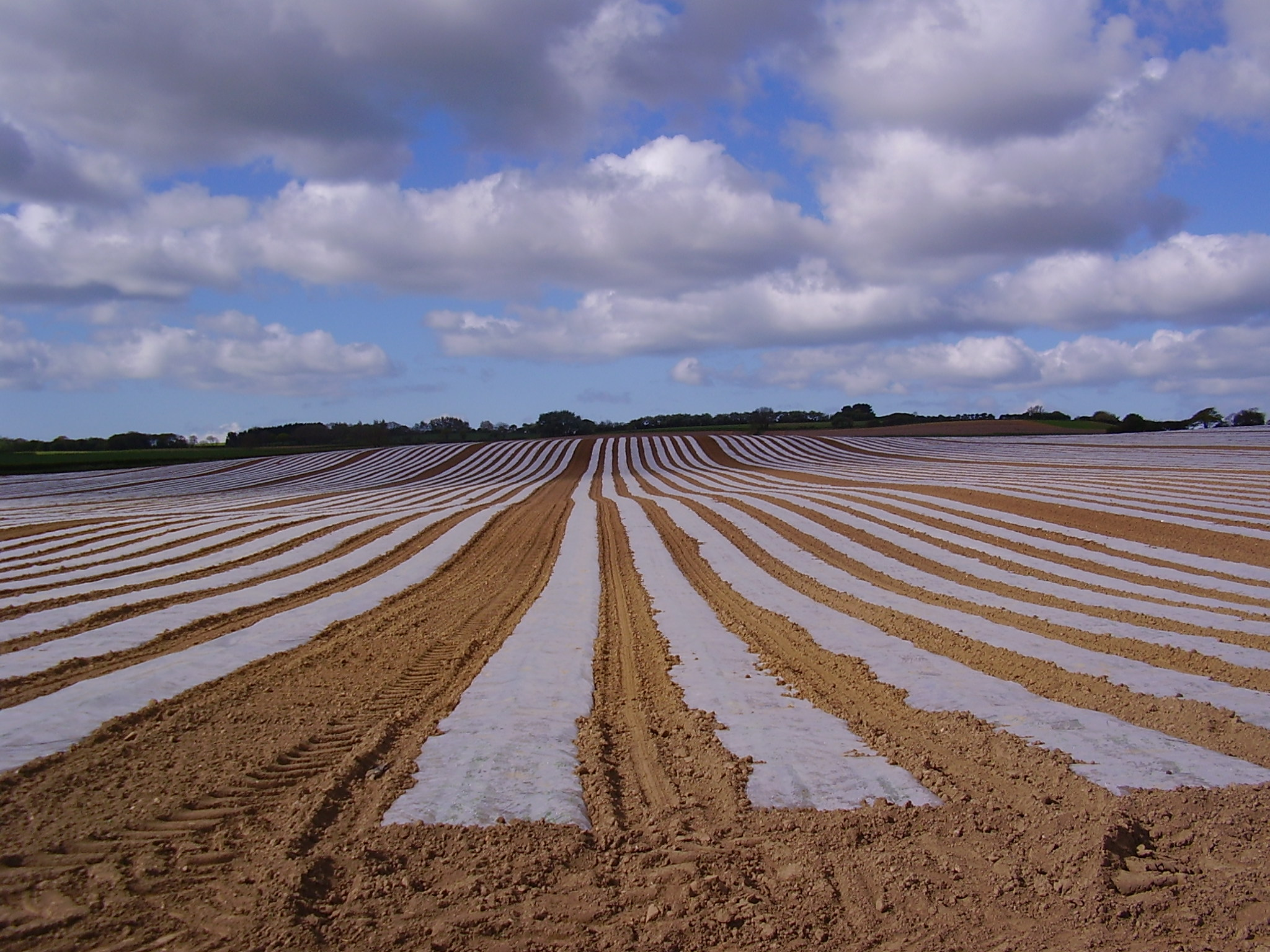
مالچ پلاستیکی در مزرعه‌ای در نزدیکی مرستون، جزیره وایت، انگلستان

## جنبه‌های زیست‌محیطی
از آنجایی که پلاستیک‌های (تجزیه‌ناپذیر زیستی) در کشاورزی استفاده می‌شوند، خطر ورود آن به خاک و در نتیجه آلودگی آن در این فرایند وجود دارد.
یکی از مؤلفه‌های مهم پلاستیک‌سازی، دفع پلاستیک‌های مصرف‌شده ag است. فنآوری‌هایی وجود دارد که به پلاستیک‌های ag اجازه می‌دهد تا به رزین‌های پلاستیکی برای استفاده مجدد در صنعت تولید پلاستیک بازیافت شوند.
بازیافت مالچ پلاستیکی دشوار است زیرا مالچ اغلب خیس یا کثیف است. مالچ نازک به سرعت تجزیه می‌شود و پس از تخریب، جمع‌آوری آن برای بازیافت ناممکن است.